# Ruska Góra (481 m)
Ruska Góra – wzgórze na Wyżynie Częstochowskiej w obrębie wsi Złożeniec. Znajduje się na granicy województwa śląskiego i małopolskiego. Mapa Geoportalu podaje wysokość 486 m, express map 481 m. Wzgórze znajduje się w obrębie kompleksu pokrytych lasem wzgórz pomiędzy wsiami Krzywopłoty, Ryczów i Złożeniec. W kompleksie tym wyróżnia się jeszcze drugi szczyt, również o nazwie Ruska Góra (465 m), a także inne: Kosia Góra (426 m), Długa Góra (468 m), Zbączysko (466 m), Kaczmarkowa Skała (479 m), Straszykowa Góra(486 m), Góra Dębowa i inne bezimienne.
Ruska Góra to jedno z najwyższych wzniesień Wyżyny Częstochowskiej. Są dwie wersje pochodzenia nazwy. Według jednej z nich w lasach tej góry po klęsce w bitwie pod Pilicą schroniły się ruskie wojska wspierające polskiego księcia Władysława II w jego walce z braćmi o władzę. Według drugiej wersji od tego, że znajdowała się w obrębie zaboru rosyjskiego, oraz faktu, że w lasach tej góry odbyły się walki Legionów Polskich z wojskami rosyjskimi.
Ruska Góra jest niemal całkowicie porośnięta lasem, ale na samym szczycie znajdują się jeszcze resztki dawnej polany. Występują dwa rodzaje podłoża warunkujące różne formy krajobrazu. W części wschodniej jest podłoże lessowe, w zachodniej wapienne. Typowe dla wapiennego podłoża zjawiska krasowe powodują, że część zachodnia rezerwatu jest znacznie bardziej zróżnicowana krajobrazowo. Zachodnie stoki wzgórza podcięte są wysokimi i połogimi skałami opadającymi do Wąwozu Ruska. W skałach tych znajduje się Jaskinia w Straszykowej Górze. Posiada bardzo duży otwór wejściowy.
W Ruskiej Górze znajdują się liczne wapienne skały i ściany. Wysokość większości z nich nie przekracza 4 m, ale jedna ze skał ma wysokość 10 m, a wysokość ścian dochodzi do 30 m. W 2000 r. na wzgórzu utworzono rezerwat przyrody Ruskie Góry o powierzchni około 153 ha.